# Сайто, Кадзуо
Кадзуо Сайто (яп. 斉藤 和夫; род. 27 июля 1951, Сайтама) — японский футболист и тренер. Выступал за сборную Японии.

## Клубная карьера
После окончания университета Хосей Сайто стал игроком местного клуба «Урава Ред Даймондс» (ранее — «Мицубиси Моторс») в 1974 году. Клуб занимал 2-е место 4 года подряд (1974—1977). В 1978 году клуб выиграл все три главных титула в Японии; национальный чемпионат, Кубок лиги и Кубок Императора. Клуб также выиграл Кубок Императора 1980, кубок лиги 1981 и чемпионат 1982 года. Однако в сезоне 1988/89 клуб финишировал на последнем месте и был выведен во второй дивизион. В 1989 году Сайто окончил игровую карьеру. Он сыграл 248 матчей, забил 3 гола. Был включен в символическую сборную национального чемпионата по итогам сезона в 1975, 1977 и 1978 годах.

## Карьера в сборной
28 января 1976 года Сайто дебютировал за сборную Японии против сборной Болгарии. Он был основным игроком в квалификации на Летние Олимпийские игры 1976 и отборочных матчах к чемпионату мира 1978. Он также представлял Японию на Летних Азиатских играх 1978 года. Сайто завершил выступления за сборную квалификационным матчем на Летние Олимпийские игры 1984 против Катара сыграв за Японию в 32 играх

## Тренерская карьера
После окончания игровой карьеры в 1989 году, Сайто стал тренером «Мицубиси Моторс» в качестве преемника Куния Даини. В сезоне 1989-90 он привел клуб к победе во втором дивизионе и вернул команду в первый дивизион. Он ушел в отставку в 1992 году. В 1997 году Сайто подписал контракт с «Кавасаки Фронтале». В 2000 году он вернулся в «Ураву Редс», возглавив клуб. Под его руководством команда провела 35 матчей, одержав 23 победы. С 2005 по 2010 год Сайто тренировал Mitsubishi Yowa Kai. В 2010 года подписал контракт с «ДЖЕФ Юнайтед Итихара Тиба», став помощником тренера. В 2014 году исполнял обязанности главного тренера в двух матчах, после ухода Jun Suzuki. Затем занял пост технического директора клуба.

## Статистика выступлений

### В клубе
| Сезон   | Клуб            | Лига   | Игры | Голы |
| ------- | --------------- | ------ | ---- | ---- |
| 1974    | Мицубиси Моторс | JSL D1 | 15   | 0    |
| 1975    | Мицубиси Моторс | JSL D1 | 18   | 0    |
| 1976    | Мицубиси Моторс | JSL D1 | 17   | 1    |
| 1977    | Мицубиси Моторс | JSL D1 | 18   | 1    |
| 1978    | Мицубиси Моторс | JSL D1 | 13   | 0    |
| 1979    | Мицубиси Моторс | JSL D1 | 14   | 0    |
| 1980    | Мицубиси Моторс | JSL D1 | 18   | 1    |
| 1981    | Мицубиси Моторс | JSL D1 | 18   | 0    |
| 1982    | Мицубиси Моторс | JSL D1 | 18   | 0    |
| 1983    | Мицубиси Моторс | JSL D1 | 12   | 0    |
| 1984    | Мицубиси Моторс | JSL D1 | 15   | 0    |
| 1985/86 | Мицубиси Моторс | JSL D1 | 21   | 0    |
| 1986/87 | Мицубиси Моторс | JSL D1 | 19   | 0    |
| 1987/88 | Мицубиси Моторс | JSL D1 | 20   | 0    |
| 1988/89 | Мицубиси Моторс | JSL D1 | 12   | 0    |
| Итого   | Итого           | Итого  | 248  | 3    |

### В сборной
| Сборная Японии | Сборная Японии | Сборная Японии |
| Год            | Матчи          | Голы           |
| -------------- | -------------- | -------------- |
| 1976           | 14             | 0              |
| 1977           | 5              | 0              |
| 1978           | 9              | 0              |
| 1979           | 0              | 0              |
| 1980           | 0              | 0              |
| 1981           | 0              | 0              |
| 1982           | 0              | 0              |
| 1983           | 0              | 0              |
| 1984           | 4              | 0              |
| Итого          | 32             | 0              |

### Тренерская статистика
| Команда                   | С     | До    | Статистика | Статистика | Статистика | Статистика | Статистика |
| Команда                   | С     | До    | И          | В          | П          | Н          | Побед %    |
| ------------------------- | ----- | ----- | ---------- | ---------- | ---------- | ---------- | ---------- |
| Урава Ред Даймондс        | 2000  | 2000  | 40         | 28         | 3          | 9          | 70         |
| ДЖЕФ Юнайтед Итихара Тиба | 2014  | 2014  | 2          | 1          | 0          | 1          | 50         |
| Всего                     | Всего | Всего | 42         | 29         | 3          | 10         | 69.05      |